# André Zacharow
André Zacharow (Jaguariaíva, 7 de julho de 1939 - Curitiba, 10 de setembro de 2021) foi um economista, advogado, professor e político brasileiro.

## Biografia
Nasceu na cidade de Jaguariaíva, sendo filho de Júlio Zacharow e de Altina Zacharow. Seu pai foi pastor e um dos fundadores da Igreja Batista da região de Jaguariaíva. Era casado com Eunice Lukaszewski, com quem teve uma filha.
Na Universidade Federal do Paraná (UFPR) formou se em Economia (1959-1962) e em Direito (1961-1964), atuando posteriormente na mesma instituição como professor titular.
Foi presidente da Sociedade Evangélica Beneficente de Curitiba (Seb), antiga mantenedora do Hospital Universitário Evangélico de Curitiba da Faculdade Evangélica do Paraná e do Colégio Evangélico de Enfermagem.
Nas eleições de outubro de 2002, Zacharow foi eleito deputado federal pelo Partido Democrático Trabalhista (PDT), sendo reeleito duas vezes consecutivas. Seu último partido foi o Movimento Democrático Brasileiro (MDB).

## Morte
Morreu na manhã de 10 de setembro de 2021, em Curitiba, vítima da COVID-19, em meio à Pandemia de COVID-19 no Brasil.